# Cytolethal distending Toxin
Cytolethal distending Toxin (Cdt, zu deutsch etwa „zelltödliches schwellendes Toxin“) ist ein Protein aus verschiedenen Gram-negativen Bakterien und ein mikrobielles Exotoxin.

## Eigenschaften
Cdt ist ein heterotrimeres Protein und besteht aus den Untereinheiten CdtA, CdtB und CdtC. Es gehört zu den AB-Toxinen. Die Untereinheiten CdtA und CdtC vermitteln die Bindung an eukaryotische Zellen. Die Bindung erfolgt vermutlich an Cholesterol, N-Glycane oder Glycosphingolipide. Nach der Aufnahme in Zellen wird Cdt in den Zellkern importiert. Die bindenden Untereinheiten A und C sind vergleichsweise wenig konserviert, mit einer Übereinstimmung von teilweise unter 30 % in der DNA-Sequenz zwischen den Cdt-produzierenden Bakterienarten. Dementsprechend sind die Molekulargewichte vergleichsweise variabel, für A zwischen 23 und 30 Kilodalton und für C zwischen 19 und 21 Kda. Sowohl A als auch C enthalten eine Lektin-Domäne. Abweichend von allen anderen Cdt-produzierenden Bakterien verwendet S. enterica Serotyp Typhi kein CdtA und C, sondern die A- und B-Untereinheit des Pertussis-like Toxins, PltA und PltB. Vermutlich gibt es mehr als einen Bindungsmechanismus bei den verschiedenen Bakterienarten, wobei manche an Lipid Rafts binden, insbesondere an darin enthaltenes Cholesterol.
Die Untereinheit CdtB besitzt eine DNase-Aktivität und ist homolog zur DNase I. Dadurch wirkt Cdt genotoxisch. Cdt ist palmitoyliert.
Cdt erzeugt eine Schwellung der Zellen, einen Arrest des Zellzyklus in der G2/M-Phase, eine Schwellung des Zellkerns und eine Fragmentierung des Chromatins und letztlich eine Apoptose in verschiedenen Säugerzelltypen. In Lymphozyten tritt vor allem die Apoptose auf. Der Zellzyklusarrest entsteht durch den DNA-Schaden (Doppelstrangbruch) und ATM. Weiterhin existiert eine ADP-Ribosyltransferase-Aktivität.

## Vorkommen
Cdt werden von gramnegativen Bakterien der γ- und ε-Klassen der Proteobacteria gebildet. Medizinisch bedeutsame Cdt-produzierende Bakterien sind Haemophilus ducreyi, Aggregatibacter actinomycetemcomitans, Escherichia coli, Shigella dysenteriae, Salmonella enterica Serotyp Typhi, Campylobacter upsaliensis, Campylobacter jejuni.